# روبيرتو ميرينو
روبيرتو ميرينو (بالإسبانية: Roberto Merino)‏ (19 مايو 1982 بتشيكلايو في بيرو - ) هو لاعب كرة قدم بيروفي في مركز الوسط. شارك مع منتخب إسبانيا تحت 18 سنة لكرة القدم ومنتخب إسبانيا تحت 19 سنة لكرة القدم ومنتخب بيرو لكرة القدم. أما مع النوادي، فقد لعب مع خوان أوريتش وريال مايوركا ب وسيوداد دي مورسيا ونادي أتروميتوس ونادي النصر ونادي ساليرنيتانا ونادي سيرفيت وPattaya United F.C. (2008) ‏ وإيه جي نوسرينا 1910 ‏ وديبورتيس توليما ونادي أكراتيتوس ‏ وUnión Comercio ‏ وAtlético Malagueño ‏.

## وصلات خارجية
- روبيرتو ميرينو على موقع الاتحاد الدولي (مؤرشف)  (الإنجليزية)
- روبيرتو ميرينو على موقع قاعدة بيانات كرة القدم.إي يو (الإنجليزية)
- روبيرتو ميرينو على موقع ناشيونال فوتبول تيمز (الإنجليزية)
- روبيرتو ميرينو على موقع Soccerway.com (الإنجليزية)
- روبيرتو ميرينو على موقع عالم كرة القدم.نت (الإنجليزية)